# Eilema punctifera
Eilema punctifera är en fjärilsart som beskrevs av George Francis Hampson 1893. Eilema punctifera ingår i släktet Eilema och familjen björnspinnare. Inga underarter finns listade i Catalogue of Life.